# Peristil
Peristil (grško peristylos, lat. peristylum: obdan s stebri) je notranje dvorišče v templju v Egiptu, v helenistični Grčiji in rimski arhitekturi stebriščna veranda ali odprto stebrišče v stavbi, ki obdaja dvorišče ali atrij, ta pa lahko vsebuje notranji vrt. Tetraston (iz grške τετράστῳον - »štiri arkade«) je drugo ime za to funkcijo. V krščanski cerkveni arhitekturi, ki se je razvila po rimskih vzorih, je v baziliki, kot je bila Stari Sv. Peter v Rimu, peristil stal zadaj za preddvoriščem, da je bil zavarovan z ulice. Križni hodnik se je razvil iz peristila.

## V rimski arhitekturi
V podeželskih okoljih bogatih Rimljanov je peristil lahko obdajal vilo s terasastimi vrtovi. V mestu so Rimljani oblikovali svoje vrtove znotraj domov. Peristil je bilo odprto dvorišče znotraj hiše, obdan z okroglimi ali kvadratnimi stebri, ki so obkrožali vrt in podpirali senčno pokrito verando (portik), katere notranje stene so bile pogosto okrašene s stenskimi poslikavami krajine in/ali s stilom Trompe l'oeil. Včasih se je na tem mestu nahajalo tudi svetišče za Lares, varuhi božanstev iz antične rimske religije, morda varuhi ognjišča ali pa ga je bilo mogoče najti v atriju. Dvorišče je lahko vsebovalo cvetje in grmičevje, fontane, klopi, skulpture in celo ribnike. Rimljani so namenili peristilu zelo veliko prostora, če je le bilo dovoljeno glede na omejitve v mestu. V času največjega razvoja peristila v meščanski hiši, kot se je razvil v rimski severni Afriki, je bil pogosto žrtvovan portik za večji peristil.
Konec rimskega domovanja je predstavljal izumrtje pozno klasične kulture: »izginotje rimskega peristila v hiši označuje konec starega sveta in njegovega načina življenja«, je pripomnil Simon P. Ellis. »Po letu 550 ni novih hiš s peristilom«. Ob ugotovitvi, da kot so bile v 5. stoletju hiše in vile bolj zapuščene, je bilo nekaj palač razširjenih in obogatenih, saj je moč in klasična kultura postala skoncentrirana pri bogatejšem razredu, iz javnega življenja se je umaknila v baziliko ali sprejemne prostore bogatašev. V vzhodnem rimskem cesarstvu se je antika obržala dlje. Ellis pravi, da je zadnja znana hiša s peristilom Hiša Falconer v Argosu iz leta okoli 530-550 s tlakom iz mozaika. Obstoječe hiše so bile v mnogih primerih razdeljene tako, da so lahko sprejele večjo ali manjšo elito v več manjših prostorih, zato so bili stebrni portiki zaprti v majhne lože, kot je primer v hiši Hesychius v Cirenajki.

## Druga uporaba
V starodavni egipčanski arhitekturi, ki je starejša od grške in rimske antike, zgodovinarji pogosto uporabljajo grški izraz peristil za opis podobnih, starejših struktur v starih egipčanskih palačah in levantinskih hišah, znanih kot hišah z ivanom (dolga sprednja dvorana ali obokan portal).

## Samostani
Središče samostanskega kompleksa je urejeno dvorišče, ki ga obdaja križni hodnik. Dvorišče je običajno veliko in narejeno po vzoru v antičnem peristilu in atriju. Večji samostani so imeli celo več dvorišč.